# Fouad Makhzoumi
Fouad Makhzoumi (arabisch فؤاد مخزومي, DMG Fuʾād Maḫzūmī; * 1952 in Beirut) ist ein libanesischer Milliardär, Geschäftsmann und Politiker. Er ist Gründer der Nationalen Dialogpartei.
Er studierte Chemieingenieurwesen an der Michigan Technological University. Makhzoumi ist Mitglied der libanesischen Abgeordnetenkammer, der er seit 2018 angehört. Er erhielt 2014 den Socrates Oxford Annual Award von der European Business Assembly (EBA) in Wien, sowie 2016 die Ehrendoktorwürde in Humane Letters von der Lebanese American University, Beirut. Er ist Vorstandsvorsitzender von Future Pipe Industries. Außerdem ist er Gründer der Makhzoumi-Foundation.
1984 war Makhzoumi Mitbegründer von Future Pipe Industries und war von 1986 bis 2003 CEO, als sein Sohn Rami die Leitung des Unternehmens übernahm, während Makhzoumi bis 2011 den Vorsitz innehatte, als er die Rolle des CEO wieder übernahm.
In den Jahren 2018 und 2022 wurde er in das libanesische Parlament (Bezirk Beirut II, Sitz der Sunniten) gewählt.